# حيتان رمادية
الحيتان الرمادية (الاسم العلمي: Eschrichtiidae) هي فصيلة من الحيتانيات تتبع رتبة مزدوجات الأصابع من طائفة الثدييات.

## التصنيف
- الحوت الرمادي
  - حوت رمادي صلب
  - †حوت أكيشيما
  - †حوت رمادي باليني
- †حوت رمادي غابر
- †شبيه الحوت الرمادي
- †مثيل الحوت الرمادي